# Plutella haasi
Plutella haasi is een vlinder uit de familie koolmotten (Plutellidae). De wetenschappelijke naam is voor het eerst geldig gepubliceerd in 1883 door Staudinger.
De soort komt voor in Europa.